# Oued Zehour
Oued Zehour, وادي زهور également orthographié Oued Zhour ou Oued Z'hour, est une commune de la wilaya de Skikda en Algérie.

## Géographie
La plage et la sablière dites de Oued-Zehour relèvent administrativement de la commune d’Ouled attiya, dans la wilaya de Skikda (lien).